# 费伊·怀特
费伊·怀特（英語：Faye White，1978年2月2日—），生于霍利，英格兰前女子足球运动员，场上位置是后卫。她曾代表英格兰代表队参加2007年和2011年国际足联女子世界杯。